# Wang Chien-shien

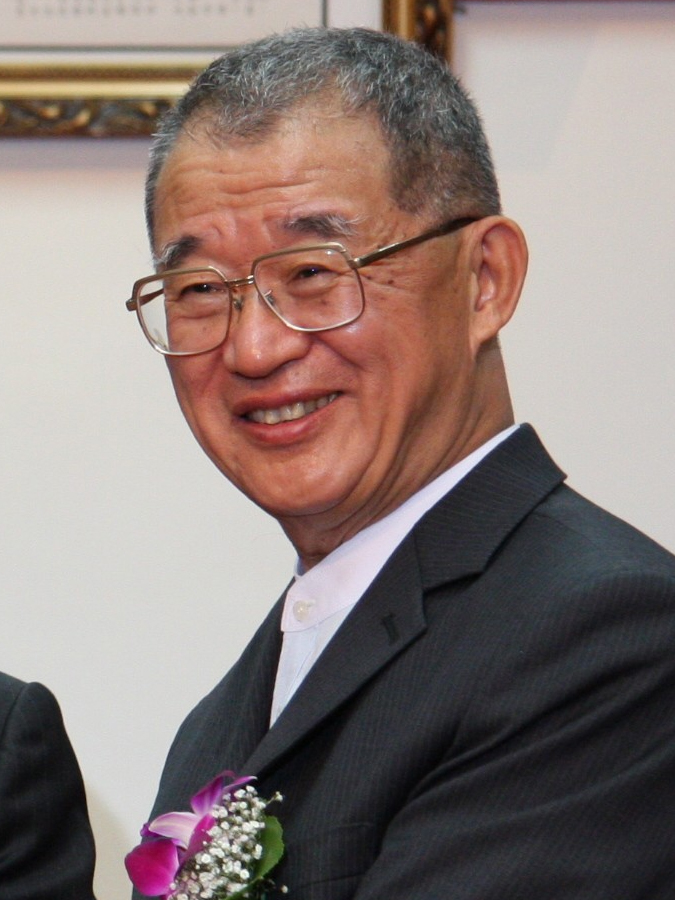
Wang Chien-shien (2008)

Wang Chien-shien (chinesisch 王建煊, Pinyin Wáng Jiànxuān; * 7. August 1938 in Hefei, Provinz Anhui, Republik China) ist ein Politiker und Finanzbeamter in der Republik China (Taiwan). Er ist Mitgründer der Xindang (Neue Partei), einer kleinen konservativen politischen Partei.

## Biographie
Wang wurde in Hefei, der heutigen Hauptstadt der Provinz Anhui, noch in der alten Republik China auf dem chinesischen Festland geboren. Im Gefolge des Chinesischen Bürgerkriegs und der folgenden Machtübernahme der Kommunisten floh seine Familie auf die unter Kuomintang-Herrschaft verbliebene Insel Taiwan. Dort besuchte er ab 1957 die Cheng-Kung-Nationaluniversität (NCCU), wo er 1961 einen Bachelor-Abschluss und die Chengchi-Nationaluniversität (NCCU), wo er 1965 den Mastergrad erwarb. 1971 absolvierte Wang das International Taxation Program der Harvard University und war 1971–90 in verschiedenen leitenden Funktionen in der taiwanischen Finanz- und Steuerverwaltung tätig. 1990 bis 1992 war er Finanzminister im Kabinett von Premierminister Hau Pei-tsun. In einer Zeit des demokratischen Umbruchs in Taiwan Anfang der 1990er Jahre schloss sich Wang einer Fraktion innerhalb der Kuomintang an („Neue Kuomintang-Allianz“, NKMTA, 新國民黨連線), die dem amtierenden Parteivorsitzenden Lee Teng-hui kritisch gegenüberstand. Führende Mitglieder der NKMTA, darunter auch Wang, traten 1993 aus der Kuomintang aus und gründeten die Xindang („Neue Partei“). Bei der ersten Direktwahl des Präsidenten in Taiwan 1996 stellte die Xindang Wang Chien-shien als ihren Spitzenkandidaten auf. Wang zog seine Kandidatur aber am 9. Dezember 1995 zurück, um den ebenfalls kandidierenden KMT-Abweichler Lin Yang-kang zu unterstützen. 1993 bis 1998 gehörte Wang als Xindang-Abgeordneter dem Legislativ-Yuan an. Bei der Bürgermeisterwahl 1998 in Taipeh war er Spitzenkandidat der Xindang, erhielt jedoch nur 2,97 % der Stimmen. 2001 wurde er für die Xindang als Abgeordneter in den Landrat des Landkreises Taipeh (heute Stadt Neu-Taipeh) gewählt.
Am 1. August 2008 wurde Wang vom damaligen Präsidenten Ma Ying-jeou (KMT) zum Direktor des Kontroll-Yuans, einer Aufsichtsbehörde über die öffentliche Verwaltung ernannt, was Kontroversen innerhalb der Kuomintang auslöste, da sich einige Parteifunktionäre übergangen fühlten. Wang verblieb in diesem Amt bis zum 31. Juli 2014.
Am 29. März 2023 erklärte der 84-jährige Wang, dass er als Kandidat bei der im kommenden Jahr anstehenden Präsidentenwahl antreten wolle. Ihm wurden jedoch keine realistischen Chancen eingeräumt. Am 11. September 2024 erklärte er das Ende seiner Kandidatur und begründete dies damit, dass er das pan-blaue Lager nicht spalten wolle. Er kandidierte bei der Wahl des Legislativ-Yuans 2024 auf Platz 1 der Landesliste der konservativen Xindang für einen der 34 nach Proportionalwahlrecht zu vergebenden Parlamentssitze. Die Xindang landete jedoch weit unter der Fünf-Prozent-Hürde und erhielt keinen Parlamentssitz.